# Lada Rapan
Der Lada Rapan war ein Elektroauto, das Ingenieure und Konstrukteure der Technischen Entwicklungsabteilung STC des russischen Autohersteller AwtoWAS entwickelten und 1998 auf der internationalen Motor Show in Paris vorstellten. Die Steuergeräte waren im Inneren des Lenkrads zusammen mit dem Airbag verbaut. Der Elektromotor leistete 25 kW und bot eine Höchstgeschwindigkeit von 90 km/h, die Beschleunigung auf 30 km/h lag bei 5 s, auf 60 km/h betrug sie 14 s.
Der dreitürige, in Coupéform gebaute Viersitzer mit einem transparenten Glasdach hatte Vorderradantrieb und eine unter dem Fußboden montierte wiederaufladbare Batterie mit einer Spannung von 134 V. Vorne war Platz gelassen worden, für die Möglichkeit zusätzlich einen Verbrennungsmotor zu installieren, um daraus ein Hybridelektrokraftfahrzeug zu schaffen. Vorne hatte der Rapan Scheiben- und hinten Trommelbremsen. Die Vordersitze konnten komplett gedreht werden um ein bequemeres Einsteigen auf die Rücksitze zu ermöglichen.
Das Modell wurde nie zur Serienreife entwickelt oder als Kleinserie gebaut. AwtoWAS hoffte auf Investitionen durch russische Energieversorgungsunternehmen wie z. B. Unified Energy System in das Projekt, die nicht erfolgten. Derzeit ist das Projekt eingefroren. Es war das einzige speziell als Elektrofahrzeug konzipierte Modell von AwtoWAS. Mit dem EL Lada gibt es aber mittlerweile ein Elektrofahrzeug von Lada.